# 16e eeuw v.Chr.
De 16e eeuw v.Chr. (van de christelijke jaartelling) is de 16e periode van 100 jaar, dus bestaande uit de jaren 1600 tot en met 1501 v.Chr. De 16e eeuw v.Chr. behoort tot het 2e millennium v.Chr.
Opmerking: Omdat in deze tijd de dateringen meestal niet veel nauwkeuriger zijn dan plusminus enkele tientallen jaren, worden in deze tijd de gebeurtenissen per eeuw weergegeven.
- 1600 - 1200 v.Chr. is het laat bronstijdperk

## Gebeurtenissen

### Europa
- ca. 1600 v.Chr. - De Hemelschijf van Nebra wordt vervaardigd. De Duitse nederzetting Nebra wordt een handelsknooppunt voor bronzen voorwerpen. Sieraden torques (halsversiering), dolken en zwaarden worden verspreid door Europa.

### Griekenland
- ca. 1600 v.Chr. - Rond deze periode begint de laat-Helladische of Myceense tijd. Kleine koninkrijkjes ontstaan in het zuiden van Griekenland. Adellijke heersers verblijven op hun versterkte burchten en worden verdedigd door strijders die gebruikmaken van strijdwagens.
- Indo-Europese volkeren vestigen zich op de Peloponnesos en stichten belangrijke plaatsen in Mycene en Tiryns. Deze volkeren ontwikkelen zich tot de belangrijke Myceense beschaving.

### Klein-Azië
- ca. 1600 v.Chr. - Koning Mursili I van de Hettieten verplaatst het politieke centrum naar de hoofdstad Hattusa en plundert Babylon.
- ca. 1590 v.Chr. - Hantili I (1590 - 1560 v.Chr.) wordt koning van het Hettitische Rijk. Koning Mursili I sterft een gewelddadige dood.

Oude Hettitische Rijk (1680 - 1500 v.Chr.)
- 1590 - 1560 v.Chr. Hantili I
- 1560 - 1550 v.Chr. Zidanta I
- 1550 - 1530 v.Chr. Ammuna
- 1530 - 1525 v.Chr. Huzziya I
- 1525 - 1500 v.Chr. Telepinu

### Mesopotamië
- ca. 1590 v.Chr. - De Hettieten plunderen Babylon. Er breekt een tijd van verwarring aan, de stad Aleppo wordt veroverd.
- ca. 1560 v.Chr. - Suttarma wordt koning van de Hurrieten.
- ca. 1550 v.Chr. - De Hurrieten stichten in het noorden van Mesopotamië het koninkrijk Mitanni.
- ca. 1530 v.Chr. - De Kassieten trekken Mesopotamië binnen en stichten het koninkrijk Kar-Duniash.
- De tijd van de Kassieten breekt aan tot ± 1160 v.Chr. De Kassieten zijn een volksstam uit Iran.

### Egypte
- ca. 1570 v.Chr. - Farao Kamose (1578 - 1550 v.Chr.) belegert Avaris en breidt zijn campagnes uit tot Nubië.
- ca. 1550 v.Chr. - Koning Ahmose I (1550 - 1525 v.Chr.) de eerste farao van de 18e dynastie van Egypte.
- De kromsabel doet zijn intrede in de oorlogvoering in het Midden-Oosten. Het is een van de nieuwe wapentechnologieën die de Egyptenaren geleerd hebben van de Hyksos en die door de heersers van de 18de dynastie (vanaf circa 1550 v.C.) gebruikt worden om hun militaire overwicht in de regio te behouden.
- Farao Ahmose I vernietigt Avaris en verdrijft de Hyksos uit zijn land. Hij vervolgt hen tot in Palestina.
- Het Nieuwe Rijk (1550 - 1070 v.Chr.) wordt met Opper-Egypte en Neder-Egypte vanuit Thebe herenigd.
- Het handelsverkeer neemt toe en afgezanten uit Kreta, Cyprus, Babylonië en Assyrië komen naar Thebe.
- Thebe, hoofdstad van Opper-Egypte wordt de grootste stad van de wereld.
- ca. 1520 v.Chr. - Koning Amenhotep I (1525 - 1504 v.Chr.) de tweede farao van Egypte (18e dynastie).
- ca. 1500 v.Chr. - Koning Thoetmosis I (1504 - 1492 v.Chr.) de derde farao van Egypte (18e dynastie).
- Farao Thoetmosis I voert een succesvolle campagne in Syrië en Nubië.

### Kreta
- ca. 1570 v.Chr. - De Kretenzers heersen op zee en voeren een levendige ruilhandel met het Egyptische Middenrijk.
- Op Kreta wordt het beeldschrift vervangen door een eerste vorm van het lineair schrift.

### Azië
- ca. 1600 v.Chr. - In het Midden-Oosten wordt het proto-Kanaänitisch alfabet ontwikkeld. Het bestaat uit 28 tekens, de letters zijn ontworpen naar het model van Egyptische hiërogliefen. In het zuidoosten van Azië ontwikkelt zich het Chinese pictografische schrift.

### Oceanië
- ca. 1600 v.Chr. - Ontstaan van de Papoea-Nieuw-Guinea en de Lapitaculturen, beide gekenmerkt door werktuigen die gemaakt zijn van schelpen - ook aardewerk met reliëfmotieven.

### China
- ca. 1550 v.Chr. - Yinxu wordt de hoofdstad van de Shang-dynastie. Een feodale staat wordt gevestigd onder koning Shang Tang die ook priesterfuncties heeft. In de stad zijn vele tempels, men vereert de Tao.

<< · 20e · 19e · 18e · 17e · 16e · 15e · 14e · 13e · 12e · 11e · >>